# Lingua Libre
Lingua Libre es una herramienta de grabación de sonidos libre y gratuita, así como una biblioteca de grabaciones de audio que todo el mundo puede completar con palabras, proverbios, frases, etc.
Las palabras, frases, expresiones recogidas mejorarán algunos proyectos de Wikimedia (como Wikipedia, Wikimedia Commons o Wikcionario) y ayudarán a los especialistas en su trabajo.
LinguaLibre.fr es una plataforma de grabación de audio abierta masiva y una aplicación web para facilitar la grabación masiva de listas de palabras o texto en archivos de audio limpios, bien cortados, bien nombrados y fáciles de usar. Está diseñado desde el principio para facilitar la creación de conjuntos de datos consistentes de archivos de audio. La productividad de grabación puede alcanzar hasta 1000 grabaciones de audio / hora, dada una lista de palabras claras y un usuario experimentado. Lingua Libre ha recibido una financiación de Project Grant de la Fundación Wikimedia y está alojada por Wikimédia France . Hoy en día, la comunidad de Wikimedia lo utiliza activamente y los colaboradores apasionados lo mantienen como un proyecto de código abierto.

## Versiones

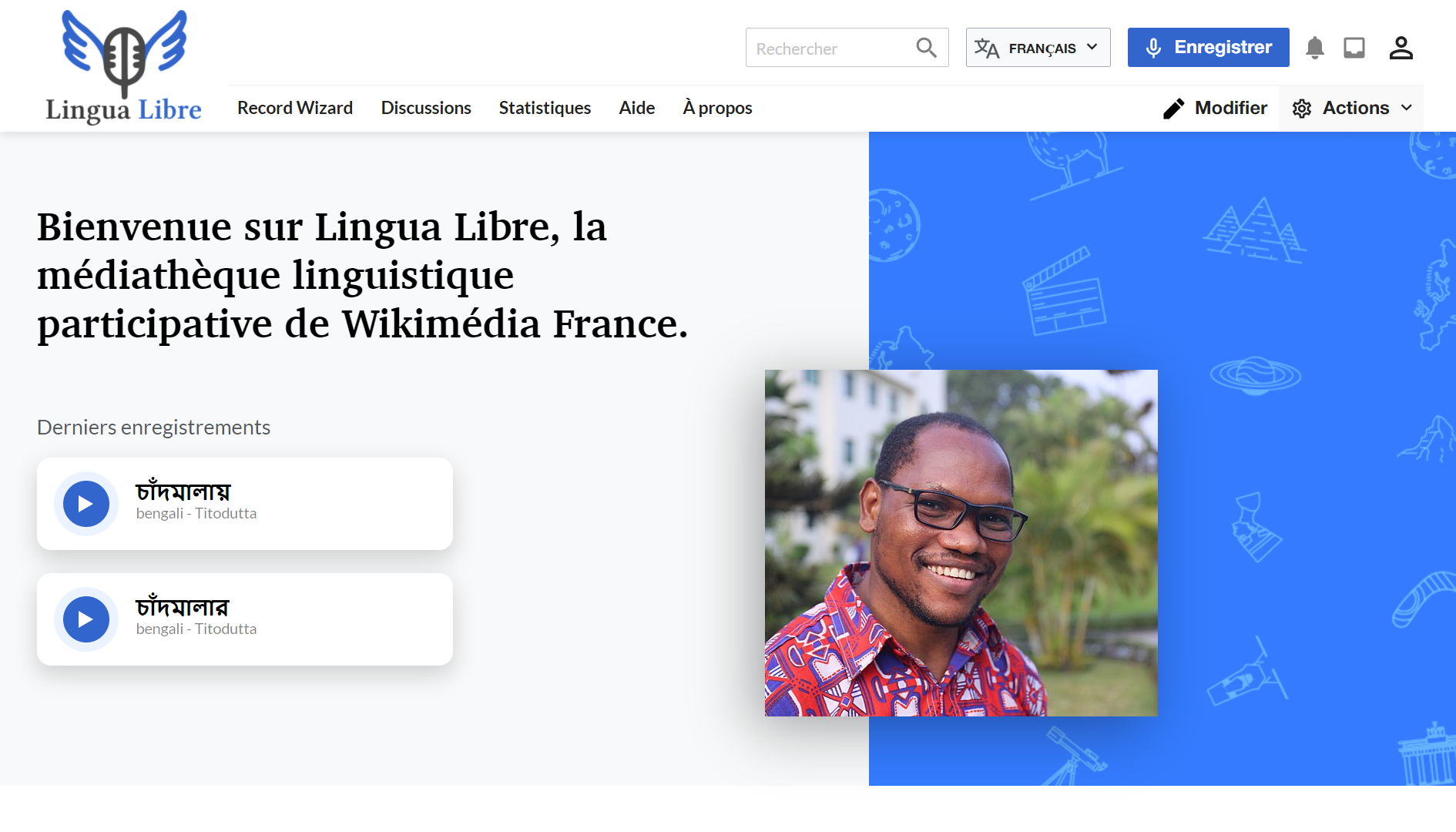
Apertura de la página de bienvenida de Lingua Libre en diciembre de 2020

- LinguaLibre.fr v1 (2016) de Nicolas Vion: una variación en la nube de las versiones anteriores, el proyecto fue financiado por Wikimedia France, una subvención del Ministerio de Cultura francés (Délégation à la langue française et aux langues de France). Fue conducido por Nicolas Vion, Rémy Gerbet WMFr , Lyokoï , Yug , y diseñado de acuerdo con los comentarios de los académicos. La subvención está asociada con el proyecto para registrar y preservar las lenguas moribundas de las minorías francesas. Solo en francés, esta plataforma se presentó a la comunidad global de Wikimedia en los eventos de Viena y Montreal en 2017, y demostró la necesidad de un v2.
- LinguaLibre.fr v2 (2018) de 0x010C : una reconstrucción completa, basada en MediaWiki, utilizando el inicio de sesión de Wikibase y OAuth para una mejor integración con el ecosistema de Wikimedia. Puede ser utilizado por toda la comunidad gracias a una interfaz de usuario disponible en muchos idiomas. Los archivos de audio limpios, nítidos y bien producidos facilitan la creación o mejora de diversas aplicaciones derivadas. Tanto el aprendizaje de idiomas como la preservación del idioma son casos de uso comunes. Aproximadamente la mitad de los 7000 idiomas humanos estimados están en peligro de extinción, y muchos otros están amenazados por el aumento de pocos idiomas macro patrocinados por el estado.

## Pronunciaciones

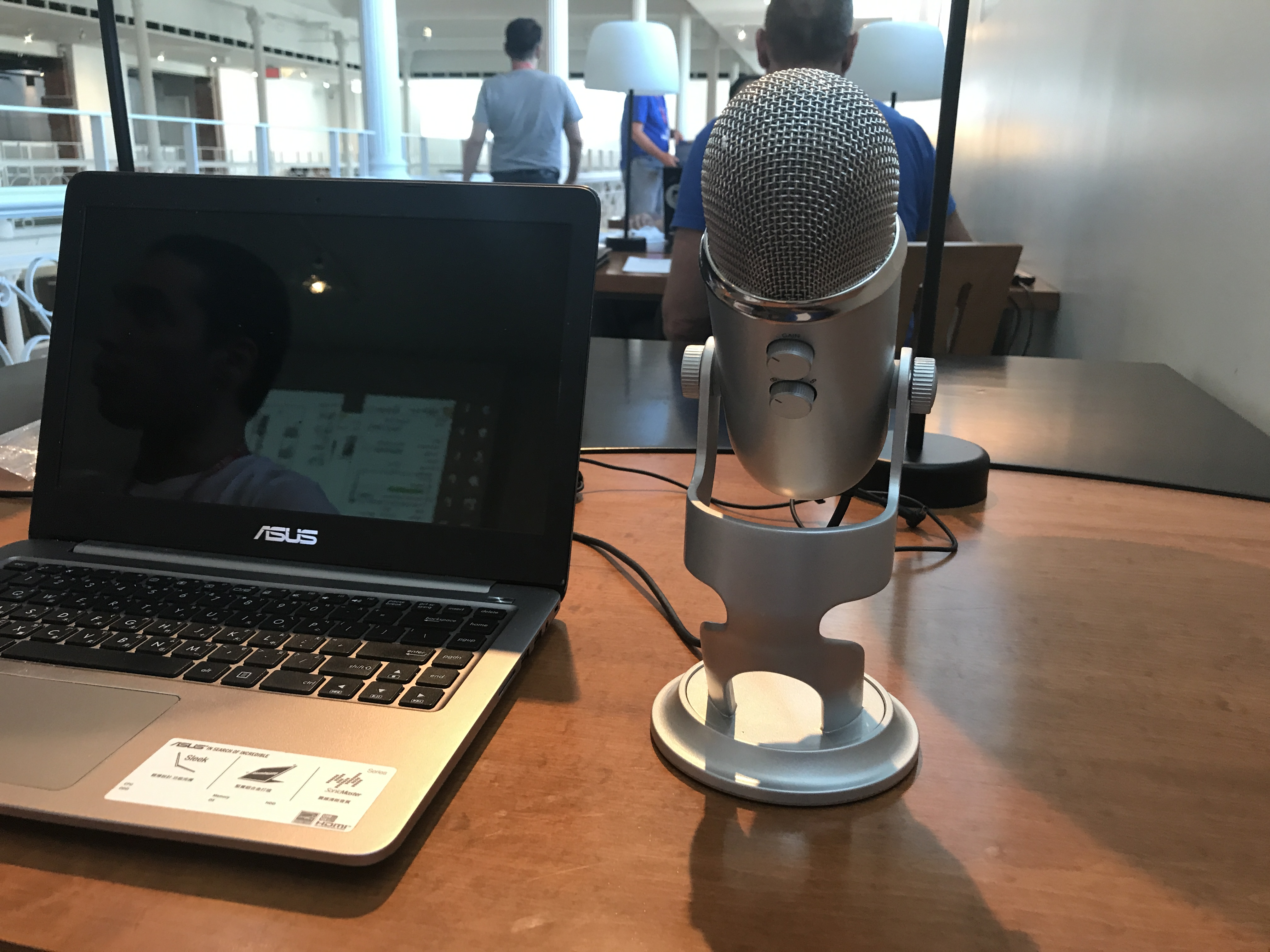
Wikimania Montreal. 2017. Lingua Libre.

Se pueden encontrar las pronunciaciones para Lingual Libre en los audios de Wikimedia Commons.

## Licencia
Todo el contenido de Lingua Libre se encuentra bajo licencia Creative Commons CC-BY-SA-4.0